# Endochironomus donatoris
Endochironomus donatoris är en tvåvingeart som beskrevs av Shilova 1974. Endochironomus donatoris ingår i släktet Endochironomus och familjen fjädermyggor. Inga underarter finns listade i Catalogue of Life.